# Zamek w Beaumaris
Zamek Beaumaris (ang. Beaumaris Castle, wal. Castell Biwmares) – średniowieczny zamek-warownia, w typie koncentrycznym (z pełnym obwodem obwarowań), położony w Beaumaris na wyspie Anglesey w Walii (Wielka Brytania).
Jest jednym z kilkunastu zamków w Gwynedd ufundowanych przez króla angielskiego Edwarda I, w ramach kampanii walijskiej. Zamek Beaumaris położony jest naprzeciwko zamku llys w Abergwyngregyn po drugiej stronie cieśniny Menai Strait, przy której wznoszą się także zamki Conwy i Caernarfon.
Jego właścicielem był w latach 1509–1535 Sir Roland de Velville, syn króla angielskiego Henryka VII.
Obiekt należy do zespołu zamków i obwarowań miejskich w Gwynedd, które w 1986 roku zostały wpisane na listę światowego dziedzictwa UNESCO.

## Dzieje

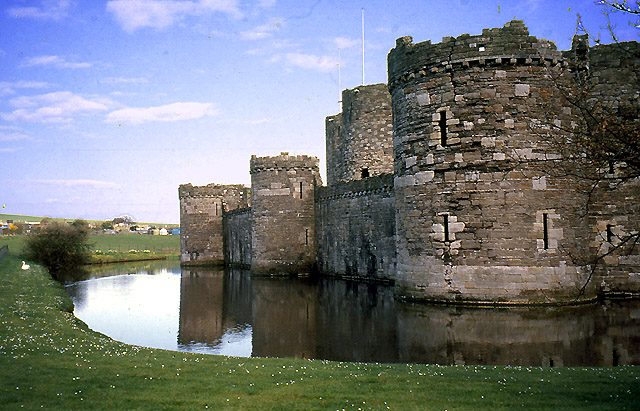
Zamek Beaumaris

Zamek Beaumaris (beau mareys – piękne mokradło; także francuskie „beau” – piękne i łacińskie „maris” tłumaczy się: „piękne morza”) był ostatnią chronologicznie fortecą na terenie północnej Walii ufundowaną przez Edwarda I. Ludność zamieszkująca rejony budowanej warowni w tym w osadzie Llanfaes na rozkaz króla została osadzona w Newborough. Budowę zamku rozpoczęto w 1295 i trwała do 1298 roku. Liczba budowniczych zatrudnionych przy wznoszeniu warowni sięgała około 3500. Pomimo dużych kosztów, które wynosiły 15,000 funtów, zabrakło funduszy i materiałów na ukończenie zamku. Król Edward I po zdobyciu Walii, podjął kampanię szkocką. Zachował się dokument w którym Mistrz Jakub z Saint George, anonimowy budowniczy zamków walijskich, w tym Beaumaris skomentował stan finansowy:

W tym przypadku należy się zastanawiać, gdzie tak dużo pieniędzy zostało wydane w tygodniu. Trzeba wiedzieć, że potrzebujemy finansów i robotników. Nadal potrzeba 400 murarzy, zarówno do cięcia i układania warstw kamieni wraz z 2000 pomocnikami (mniej wykwalifikowanymi robotnikami), 200 kamieniarzy, 30 kowali i cieśli do stawiania legarów i desek podłogowych. Ponadto potrzeba 100 wozów, 60 fur i 30 łodzi w celu dostarczania węgla i kamienia oraz inne pomoce. Wszystko to nie uwzględnia garnizonu, ani zakupów materiału. Z którym nie trzeba będzie w dużej ilości… Ponadto są duże zaległości w wynagrodzeniu budowniczych i jesteśmy w największym kłopocie aby ich utrzymać ze względu na to że nie mają nic na życie.

Pomimo ambitnych planów zbudowania nowoczesnej fortecy w Beaumaris, zamek nigdy nie został dokończony. Wieże rezydencji zamkowej, główna brama i baszty nie zostały zbudowane do planowanej wysokości. Z planowanych zabudowań wewnątrz zamku niemal wszystkie nie zostały zrealizowane, ze względu na przerwanie prac budowlanych w 1298. Ukończono jedynie zewnętrzny pierścień murów. Mimo strategicznego usytuowania, nieukończona warowania nie pełniła funkcji militarnych. W przeciwieństwie do innych zamków walijskich, warownia w Beaumaris uniknęła zniszczeń podczas angielskiej wojny domowej.
Obecnie zamek pełni funkcje o charakterze kulturalnym i turystycznym. Opiekę nad warownią sprawuje Cadw, organizacja podległa rządowi walijskiemu (Welsh Assembly Government) odpowiedzialna za zabytki. Obiekt należy do zespołu zamków i obwarowań miejskich w Gwynedd, które w 1986 roku zostały wpisane na listę światowego dziedzictwa UNESCO.

## Architektura

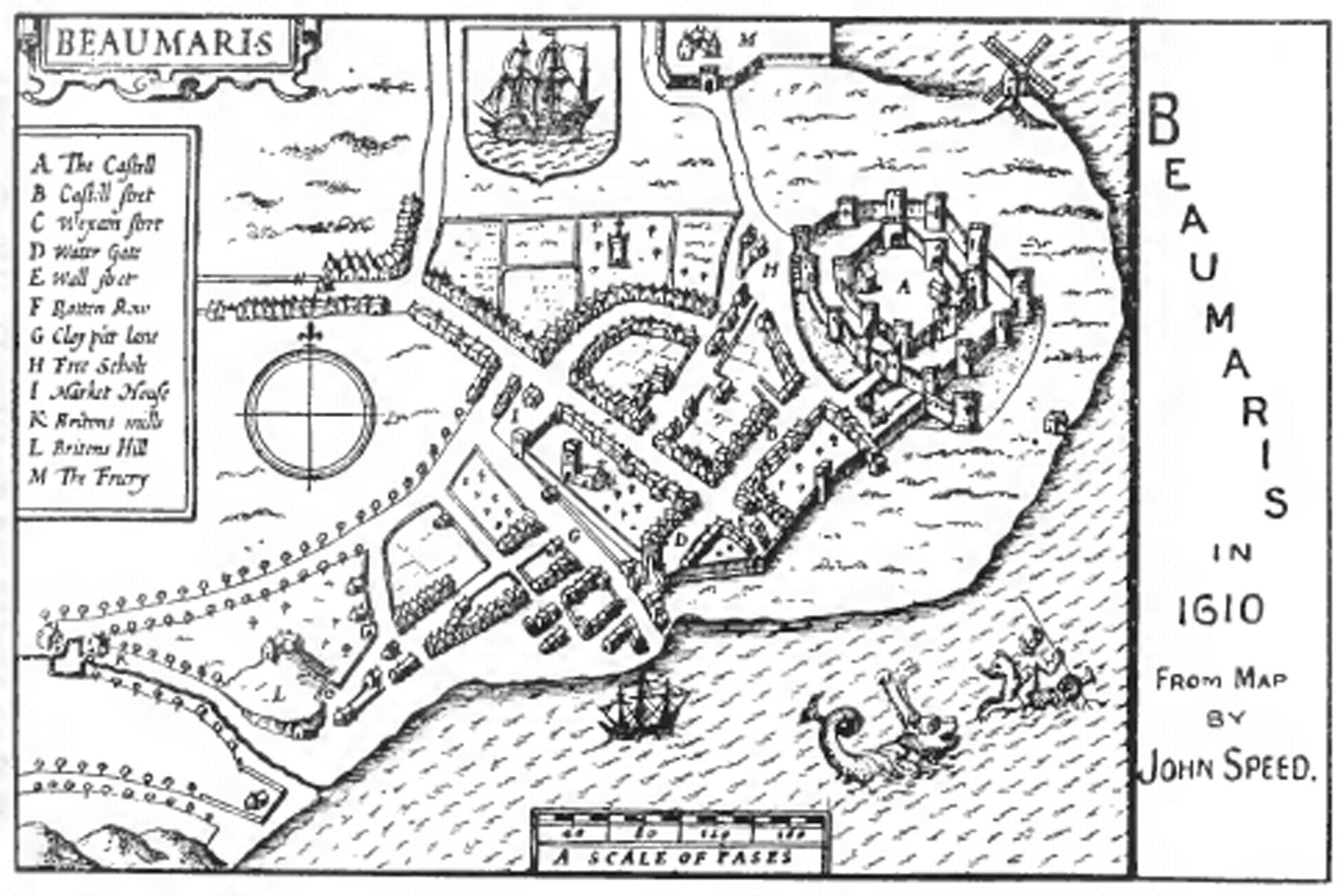
XVII-wieczna mapa Johna Speeda ukazująca zamek wraz z miastem

Zamek Beaumaris został zbudowany na planie regularnego czworoboku, przy czym, zewnętrzny pierścień murów ma układ nieforemnego sześcioboku. Ponadto zamek jest zabytkiem średniowiecznej techniki, jest otoczony szeroką fosą i posiada dok pływający umożliwiający dopływ do zamku mniejszych jednostek pływających bezpośrednio z morza, a co za tym niezbędnego zaopatrzenia.
Odznaczające się dużą masywnością i grubością mury zewnętrzne są umocnione czternastoma cylindrycznymi basztami wystającymi na zewnątrz. Usytuowane po północnej i południowej stronie murów wrota prowadzą do usytuowanych na osi flankowanych potężnymi wieżami bram, prowadzących bezpośrednio do zamku. Wewnątrz bram znajdują się mordownie, dodatkowe elementy obronny umożliwiające osaczenie i zniszczenie najeźdźców. Do tego celu było także przeznaczone międzymurze w obrębie którego najeźdźca miał być atakowany od góry, na murach wewnętrznych jak zewnętrznych znajdowały się platformy dla defensorów. Liczne ambrazury umożliwiały ostrzał od dołu. Wewnątrz murów znajdują się wąskie korytarze umożliwiające szybkie przemieszczanie się obrońców. Dziesięć baszt (w tym dwie pary flankujące bramy) przylega do czworoboku zamku. Narożne mają plan okrągły, pozostałe półokrągły. Dziedziniec zamku jest pusty, ze względu na przerwane prace budowlane. W jego obrębie planowano wznieść budynki gospodarcze i mieszkalne oraz salę audiencjonalną. Zarówno architektura, jak i plan zamku Beaumaris są typowe dla późnośredniowiecznego budownictwa zamkowego nie tylko północnej Walii (m.in. zamki w Caerphilly i Harlach), ale także Anglii i Francji.

## Galeria

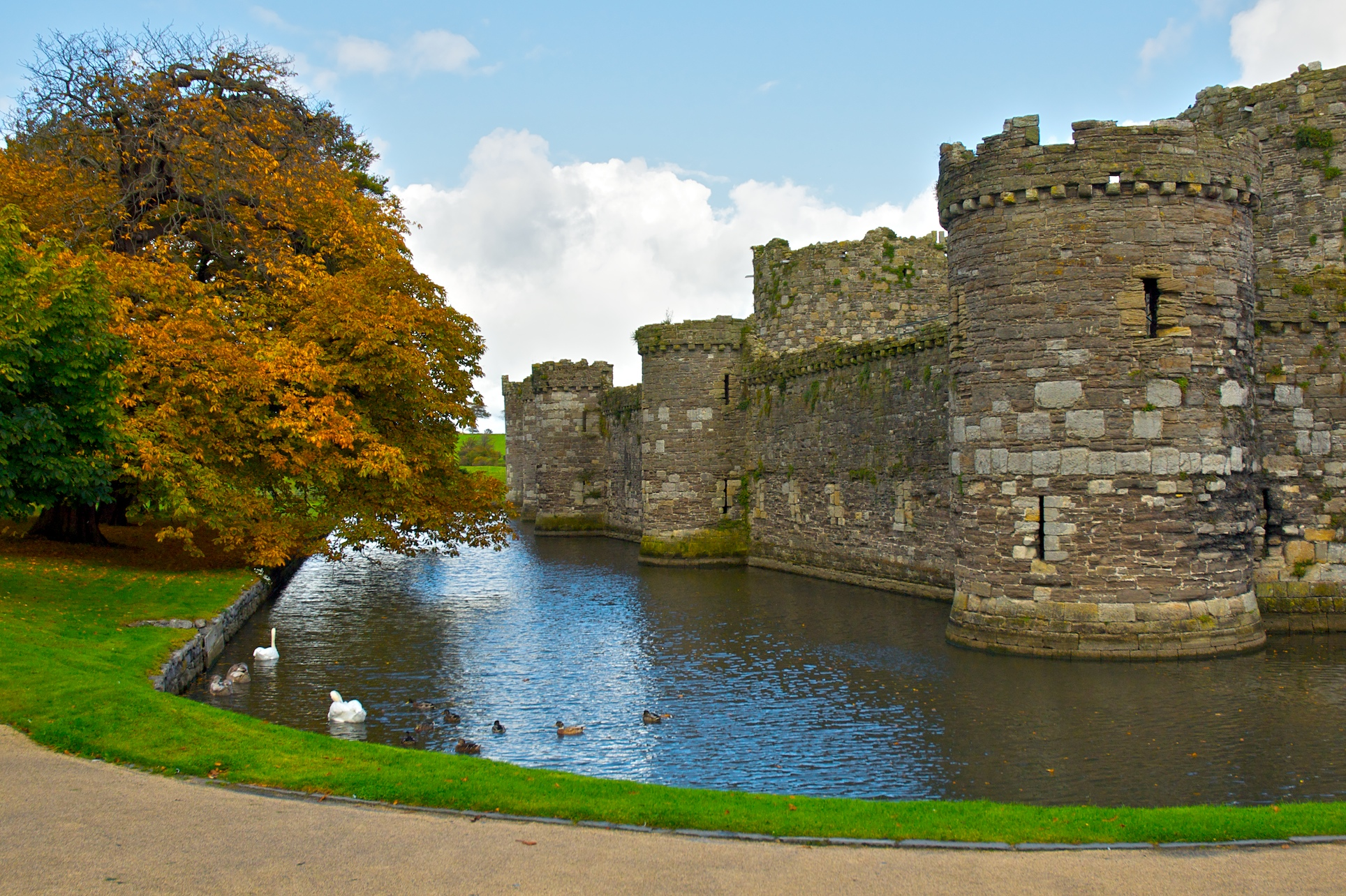
Widok na zamek od strony fosy
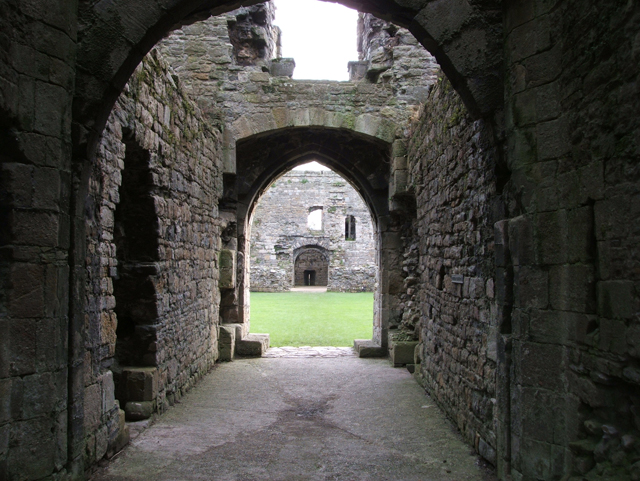
Wejście do zamku
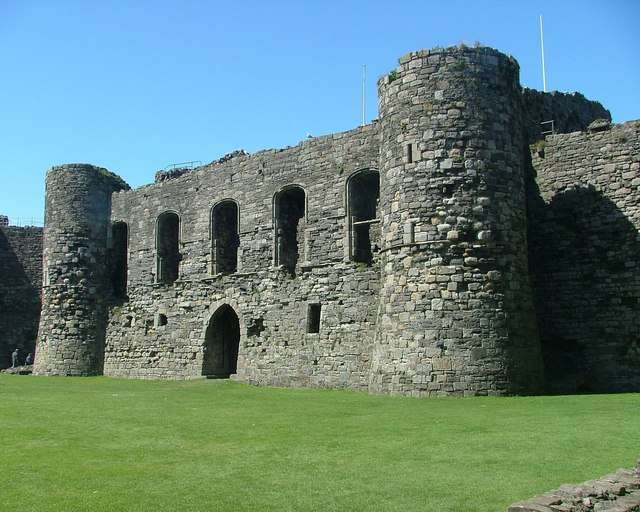
Widok na zamek od strony dziedzińca
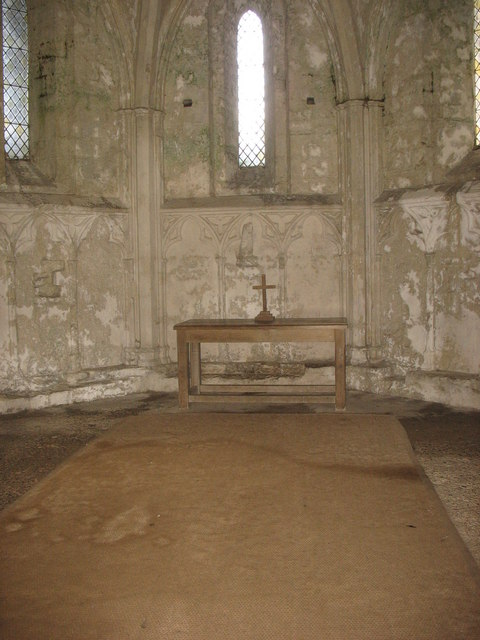
Wnętrze kaplicy